# Manu (Tripura)
Manu es una  ciudad censal situada en el distrito de Dhalai en el estado de Tripura (India). Su población es de 8515 habitantes (2011). 

## Demografía
Según el censo de 2011 la población de Manu era de 8515 habitantes, de los cuales 4375 eran hombres y 4140 eran mujeres. Manu tiene una tasa media de alfabetización del 90,08%, superior a la media estatal del 87,22%: la alfabetización masculina es del 94,60%, y la alfabetización femenina del 85,31%.